# Auckland Open 2025 - Qualificazioni singolare maschile
Le qualificazioni del singolare dell'Auckland Open 2025 sono un torneo di tennis preliminare per accedere alla fase finale della manifestazione. I vincitori dell'ultimo turno sono entrati di diritto nel tabellone principale. In caso di ritiro di uno o più giocatori aventi diritto, sono subentrati i lucky loser, ossia i giocatori che hanno perso nell'ultimo turno e che avevano una classifica più alta rispetto agli altri partecipanti che avevano perso nel turno finale.

## Teste di serie
1. Adrian Mannarino (ultimo turno)
2. Zizou Bergs
3. Facundo Díaz Acosta (ultimo turno)
4. Botic van de Zandschulp (primo turno)

1. Francisco Comesaña (ultimo turno)
2. Daniel Altmaier (ultimo turno)
3. Luca Nardi
4. Sumit Nagal

## Qualificati
1. Sumit Nagal
2. Zizou Bergs

1. Luca Nardi
2. Nishesh Basavareddy

## Tabellone

### Sezione 1
|  | Primo turno | Primo turno           | Primo turno      | Primo turno | Primo turno |  |  | Ultimo turno | Ultimo turno     | Ultimo turno     | Ultimo turno | Ultimo turno |  |
|  |             |                       |                  |             |             |  |  |              |                  |                  |              |              |  |
|  | 1           | Adrian Mannarino      | Adrian Mannarino | 6           | 6           |  |  |              |                  |                  |              |              |  |
|  | PR          | Dominic Stricker      | Dominic Stricker | 4           | 4           |  |  | 1            | Adrian Mannarino | Adrian Mannarino | 65           | 3            |  |
|  | WC          | Alexander Klintcharov | 6                | 3           | 1           |  |  | 8            | Sumit Nagal      | Sumit Nagal      | 7            | 6            |  |
|  | 8           | Sumit Nagal           | 1                | 6           | 6           |  |  |              |                  |                  |              |              |  |

### Sezione 2
|  | Primo turno | Primo turno         | Primo turno | Primo turno | Primo turno |  |  | Ultimo turno | Ultimo turno       | Ultimo turno | Ultimo turno | Ultimo turno |  |
|  |             |                     |             |             |             |  |  |              |                    |              |              |              |  |
|  | 2           | Zizou Bergs         | 2           | 7           | 6           |  |  |              |                    |              |              |              |  |
|  |             | Pablo Carreño Busta | 6           | 6           | 4           |  |  | 2            | Zizou Bergs        | 3            | 6            | 6            |  |
|  | Alt         | Maxime Janvier      | 1           | 7           | 3           |  |  | 5            | Francisco Comesaña | 6            | 4            | 3            |  |
|  | 5           | Francisco Comesaña  | 6           | 65          | 6           |  |  |              |                    |              |              |              |  |

### Sezione 3
|  | Primo turno | Primo turno         | Primo turno         | Primo turno | Primo turno |  |  | Ultimo turno | Ultimo turno        | Ultimo turno | Ultimo turno | Ultimo turno |  |
|  |             |                     |                     |             |             |  |  |              |                     |              |              |              |  |
|  | 3           | Facundo Díaz Acosta | Facundo Díaz Acosta | 6           | 6           |  |  |              |                     |              |              |              |  |
|  | WC          | Ajeet Rai           | Ajeet Rai           | 4           | 2           |  |  | 3            | Facundo Díaz Acosta | 5            | 7            | 2            |  |
|  |             | Daniel Masur        | 7                   | 4           | 2           |  |  | 7            | Luca Nardi          | 7            | 62           | 6            |  |
|  | 7           | Luca Nardi          | 63                  | 6           | 6           |  |  |              |                     |              |              |              |  |

### Sezione 4
|  | Primo turno | Primo turno             | Primo turno     | Primo turno | Primo turno |  |  | Ultimo turno | Ultimo turno        | Ultimo turno        | Ultimo turno | Ultimo turno |  |
|  |             |                         |                 |             |             |  |  |              |                     |                     |              |              |  |
|  | 4           | Botic van de Zandschulp | 7               | 5           | 3           |  |  |              |                     |                     |              |              |  |
|  |             | Nishesh Basavareddy     | 63              | 7           | 6           |  |  |              | Nishesh Basavareddy | Nishesh Basavareddy | 6            | 6            |  |
|  | Alt         | Charles Broom           | Charles Broom   | 5           | 1           |  |  | 6            | Daniel Altmaier     | Daniel Altmaier     | 2            | 1            |  |
|  | 6           | Daniel Altmaier         | Daniel Altmaier | 7           | 6           |  |  |              |                     |                     |              |              |  |